# Neželezné kovy
Neželezné kovy jsou všechny kovy mimo železo, například hliník, měď, olovo, nikl, cín, zinek a další. Neželezné kovy jsou obvykle dražší než železo, ale využívají se pro své příznivé vlastnosti, jako je nižší hustota (hliník), vyšší elektrická vodivost (měď, hliník) nebo například odolnost vůči korozi.
Kromě využití v čistém stavu jsou z neželezných kovů vyráběny různé slitiny jako např. dural, mosaz, bronz, zvonovina, měkké pájky, liteřina aj.
Používají se ve velké míře také jako legující prvky při výrobě speciálních ocelí - korozivzdorné, žáruvzdorné, nástrojové.
Z celosvětové produkce a spotřeby kovových materiálů tvoří neželezné kovy a jejich slitiny (kromě legur železa) jen zhruba 5% podíl; 95% podíl tvoří slitiny železa.

## Rozdělení
Nejběžnějším kritériem pro rozdělení neželezných kovů je teplota tání, s přihlédnutím k dalším fyzikálním a chemickým vlastnostem (hustota, chemická stálost). V technické praxi nejužívanější neželezné kovy jsou rozděleny takto:
- Kovy s nízkou teplotou tání (Bi, Sn, Cd, Pb, Zn, Sb)
- Lehké kovy (Mg, Al, Be, Ti)
- Kovy se střední teplotou tání (Cu, Ni, Co, Mn)
- Ušlechtilé kovy (Au, Ag, Pt, Pd, Rh, Ir)
- Kovy s vysokou teplotou tání (Zr, Cr, V, Nb, Mo, Ta, W)